# 威廉二世 (足球會)
威廉二世（Willem II），是一間位於荷蘭蒂爾堡的足球會，成立於1896年。球會的球衣由紅白藍三色垂直間條組成，而他們的主場是威廉二世球場。球場於1995年5月31日啟用，可容納14,700人，而2004/05球季的平均入座人數為12,500人。

## 歷史
威廉二世在1896年8月12日以蒂爾堡人（Tilburgia）之名成立。在1898年1月12日，球會更名為威廉二世，因為荷蘭國王威廉二世（1840年-1849年）作為奧蘭治-拿騷王朝的太子，和荷蘭皇家陸軍的總司令，1830年當比利時崛起時，在蒂爾堡設立軍事總部。在2004年，球會在名字後面加上蒂爾堡（Tilburg）。
威廉二世贏得三次聯賽冠軍（1916、1952、1955）和兩次荷蘭杯冠軍（1944、1963），並在1987、1990、1999年獲選為年度最佳球會。在1999年，球會獲得歐洲聯賽冠軍杯的參賽資格，在分組賽（G組）6場得2分出局。在1963年，球會在歐洲杯賽冠軍杯第一圈，以總比數2-7被曼聯淘汰。在1998/99球季，球會參加了歐洲足協杯，在第一圈以總比數6-0淘汰格魯吉亞球會第比利斯戴拿模，但在第二圈被西班牙球會貝迪斯以總比數1-4淘汰。
在2005-06球季，球會在留級附加賽以總比數3-1（首回合1-0，次回合2-1）擊敗迪加史卓普，得以繼續留在甲組。

## 榮譽
- 荷蘭甲組足球聯賽
  - 冠軍(3):  1916, 1952, 1955
- 荷蘭乙組足球聯賽
  - 冠軍(3):  1957, 1965, 2014
  - 亞軍(1):  1987
- 荷蘭杯
  - 冠軍(2):  1944, 1963
  - 亞軍(1):  2005

## 著名球員
- 希比亞
- 蘭沙特
- 奧華馬斯
- 史譚

## 外部連結
- （荷兰文） 官方網站 （页面存档备份，存于）